# Świerzowa Ruska
Świerzowa Ruska (j. łemkowski Свipжoвa pycькa, w latach 1977–1981 Świerzowa) – wieś w Polsce, położona w województwie podkarpackim, w powiecie jasielskim, w gminie Krempna.
W latach 1975–1998 wieś położona była w województwie krośnieńskim.
Nieistniejąca wieś leży w dolinie Świerzówki, u stóp Magury Wątkowskiej. Na jej terenie zachowało się kilka kapliczek i krzyży przydrożnych, cmentarz łemkowski w pobliżu miejsca, gdzie dawniej stała cerkiew, a także ciekawa kamienna tabliczka z nazwą miejscowości (od strony Świątkowej Wielkiej).
Teren dawnej wsi jest obszarem chronionym - od 1995 roku obejmuje go Magurski Park Narodowy. W od października 2015 roku otwarta dla turystów jest idąca przez Świerzową Ruską ścieżka przyrodnicza „Świerzowa Ruska” złożona z ośmiu przystanków. Ścieżka kończy się w miejscu dawnego przysiółka Majdan, przy schronie nazwanym na jego cześć „Majdan”.

## Historia
Wieś ulokowana została prawdopodobnie w XVI w. jako wioska królewska. Była siedzibą parafii, którą przeniesiono później do Świątkowej Wielkiej. Ostatnia, drewniana cerkiew greckokatolicka została zbudowana w 1894, na pagórku. Tuż obok założono cmentarz parafialny, który zachował się do dziś. W XIX wieku w Świerzowej działała potażarnia i folwark w miejscu zwanym Majdan, którego właścicielem był Polak, Władysław Marek. Po wojnie, w roku 1945, większość Łemków wysiedlono do Ukraińskiej SSR, we wsi zostało 9 mieszkańców. Zostali oni w ramach akcji „Wisła” zesłani na Ziemie Odzyskane w 1947 roku.